# Nepytia umbrosaria
Nepytia umbrosaria là một loài bướm đêm trong họ Geometridae.